# Tinolius quadrimaculatus
Tinolius quadrimaculatus là một loài bướm đêm trong họ Erebidae.